# Nathanael Greene
Nathanael Greene (Warwick (Rhode Island), 7 augustus 1742 - Chatham County (Georgia), 19 juni 1786) was een Amerikaans generaal tijdens de Amerikaanse Onafhankelijkheidsoorlog.

## Biografie

### Vroege jaren
Nathanael Greene werd geboren als de zoon van de Quaker boer en smid Nathanael Greene en stamde af van de kolonisten John Greene en Samuel Gorton. Hij stond tijdens zijn jeugd onder de invloed van de theoloog Ezra Stiles. In 1770 verhuisde Greene naar Coventry (Rhode Island) om daar de leiding over te nemen van een smederij die in handen was van zijn familie. Vier jaar later huwde hij met Catharine Littlefield met wie hij zes kinderen zou krijgen die de volwassen leeftijd zouden bereiken.

### Militaire loopbaan
In hetzelfde jaar als zijn huwelijk met Catharina organiseerde Greene de formatie van een militie in Rhode Island. Op 8 mei 1775 werd hij gepromoveerd tot majoor-generaal van de milities in Rhode Island en eerder dat jaar had hij ook al de benoeming van brigadier verkregen in het Continentaal Leger. Door ziekte kon hij niet deelnemer aan de slag bij Long Island. Hij was wel aanwezig bij de slag bij Trenton waar hij een van de twee colonnes aanvoerde.
Hij was ondercommandant ook aanwezig bij de slag bij Brandywine en Germantown. Ook voerde hij de Amerikaanse troepen in 1778 aan in de Slag bij Rhode Island en wist hij een overwinning op de Britten te behalen bij Springfield. Op voorspraak van George Washington werd Greene in 1780 benoemd tot de commandant van de Zuidelijke Verenigde Staten. Zijn militaire campagne daar startte succesvol met een overwinning bij Kings Mountain. Toen de vrede tussen beide partijen in 1783 werd gesloten had Greene een groot deel van het vasteland onder controle op een paar kuststeden na.

### Latere leven
Greene was een van de eerste leden van het Gezelschap der Cincinnati en fungeerde als voorzitter van het gezelschap tot aan zijn dood in 1786. Van de staten North Carolina, South Carolina en Georgia vele schenkingen van geld en land. Hij weigerde twee keer de positie van minister van oorlog en in 1785 ging hij op zijn plantage in Georgia wonen waar hij een jaar later op 43-jarige leeftijd stierf.